# ماساکی یوشیدا
ماساکی یوشیدا (انگلیسی: Masaki Yoshida؛ زادهٔ ۱۰ آوریل ۱۹۸۴) بازیکن فوتبال اهل ژاپن است.
از باشگاه‌هایی که در آن بازی کرده‌است می‌توان به باشگاه فوتبال یوکوهاما و باشگاه فوتبال توکیو وردی اشاره کرد.